# Лут, Иван Андреевич (колхозник)
Иван Андреевич Лут (укр. Іван Андрійович Лут; 7 июля 1925 год, село Мутихи — 9 декабря 1974 года) — председатель колхоза имени XVIII съезда ВКП(б) Чернобаевского района Черкасской области. Герой Социалистического Труда (1971).
Родился 7 июля 1925 года в крестьянской семье в селе Мутихи, сегодня — часть села Степовое Чернобаевского района.
Окончил Уманский сельскохозяйственный институт. Был председателем колхоза имени XVIII съезда ВКП(б) Чернобаевского района. За выдающиеся достижения в трудовой деятельности был удостоен в 1974 году звания Героя Социалистического Труда за высокие показатели в развитии сельского хозяйства.

## Награды
- Герой Социалистического Труда — указ Президиума Верховного Совета от 8 апреля 1971 года
- Орден Ленина